# Nothrus palustris
Nothrus palustris är en kvalsterart som beskrevs av Koch 1839. Nothrus palustris ingår i släktet Nothrus och familjen Nothridae. Arten är reproducerande i Sverige.

## Underarter
Arten delas in i följande underarter:
- N. p. palustris
- N. p. azorensis
- N. p. bipilis